# Elecció papal de 1216
L'elecció papal de 1216 es va convocar després de la mort del Papa Innocenci III a Perusa (16 de juliol de 1216) per dos dies després i va acabar amb l'elecció del cardenal Cencio Camerario que va prendre el nom d'Honori III. Segons les fonts antigues el nou Papa pertanyia a la família Savelli, però els historiadors moderns no ho veuen així.

## Participants
El juliol de 1216 hi havia 25 cardenals al Col·legi Cardenalici, incloent 23 cardenals de la cúria i dos cardenals externs, que no residien a la cúria papal. Aquestes dades es dedueixen de l'estudi de Malczek, que va rectificar els estudis anteriors d'Alphonso Ciacconio i Conrad Eubel, que fins al moment eren les fonts principals per elaborar la llista de participants. En l'elecció van participar 17 cardenals. Vuit cardenals, incloent sis de la cúria i dos cardenals externs, eren absents.
| Elector                        | Títol                                  | Elevat           | Elevador           | Altres títols                                                 | Notes                                                                                                   |
| ------------------------------ | -------------------------------------- | ---------------- | ------------------ | ------------------------------------------------------------- | --- |
| Nicola de Romanis              | Bisbe de Frascati                      | 18 desembre 1204 | Papa Innocenci III | Degà del Col·legi Cardenalici                                 | |
| Ugolino di Segni               | Bisbe d'Ostia i Velletri               | 19 desembre 1198 | Papa Innocenci III |                                                               | Membre del comitè; cardenal-nebot; futur Papa Gregori IX                                                |
| Guido Papareschi               | Bisbe de Palestrina                    | 22 setembre 1190 | Papa Climent III   |                                                               | Membre del comitè                                                                                       |
| Pelagio Galvani                | Bisbe d'Albano                         | ca. 1206/1207    | Papa Innocenci III |                                                               | |
| Cinzio Cenci                   | Sacerdot de S. Lorenzo in Lucina       | 22 setembre 1190 | Papa Climent III   | Protoprevere                                                  | |
| Cencio                         | Sacerdot de SS. Giovanni e Paolo       | 20 febrer 1193   | Papa Celestí III   | Camarlenc                                                     | Elegit Honori III; possiblement de la família Savelli                                                   |
| Giovanni Colonna di Carbognano | Diaca de SS. Cosma e Damiano           | 27 maig 1206     | Papa Innocenci III |                                                               | |
| Gregorio Gualgano              | Sacerdot de S. Anastasia               | 27 maig 1206     | Papa Innocenci III |                                                               | |
| Robert Curson                  | Sacerdot de S. Stefano al Monte Celio  | 19 maig 1212     | Papa Innocenci III |                                                               | |
| Pere de Benevento              | Sacerdot de S. Lorenzo in Damaso       | 19 maig 1212     | Papa Innocenci III |                                                               | El seu nom sovint es confon erròniament amb el de Pierre Duacensis, que mai fou promogut com a cardenal |
| Stefano di Ceccano, O.Cist.    | Sacerdot de SS. XII Apostoli           | 13 abril 1213    | Papa Innocenci III | Camarlenc                                                     | |
| Tommaso da Capua               | Sacerdot de S. Sabina                  | 5 març 1216      | Papa Innocenci III | Vice-canceller                                                | |
| Guido Pierleone                | Diaca de S. Nicola in Carcere Tulliano | 18 desembre 1204 | Papa Innocenci III | Protodiaca; Arxipreste de la Basílica de Sant Pere del Vaticà | |
| Ottaviano dei conti di Segni   | Diaca de SS. Sergio e Bacco            | 27 maig 1206     | Papa Innocenci III |                                                               | Cardenal-nebot                                                                                          |
| Gregorio Crescenzi             | Diaca de S. Teodoro                    | 5 març 1216      | Papa Innocenci III |                                                               | |
| Romano Bonaventura             | Diaca de S. Maria in Portico           | 5 març 1216      | Papa Innocenci III |                                                               | |
| Stefano de Normandis dei Conti | Diaca de S. Adriano                    | 5 març 1216      | Papa Innocenci III |                                                               | Cardenal-nebot                                                                                          |

## Absents
| Elector                     | Títol                                        | Elevat           | Elevador           | Notes |
| --------------------------- | -------------------------------------------- | ---------------- | ------------------ | --- |
| Benedetto                   | Bisbe de Porto i Santa Rufina                | 3 juny 1200      | Papa Innocenci III | |
| Ruggiero di San Severino    | Sacerdot cardenal de S. Eusebio              | ca. 1178/80      | Papa Innocenci III | Arquebisbe de Benevento 1179-1221 (cardenal extern)                                                                                      |
| Leone Brancaleone, C.R.S.F. | Sacerdot a S. Croce in Gerusalemme           | 3 juny 1200      | Papa Innocenci III | Legat papal a Llombardia |
| Guala Bicchieri             | Sacerdot de SS. Silvestro e Martino ai Monti | 18 desembre 1204 | Papa Innocenci III | Legat papal a Anglaterra |
| Stephen Langton             | cardenal S.R.E.                              | 27 maig 1206     | Papa Innocenci III | Arquebisbe de Canterbury 1207-1228; va renunciar al titulus de S. Crisogono després de la consagració episcopal de 1207; cardenal extern |
| Pietro Sasso                | Sacerdot de S. Pudenziana                    | 27 maig 1206     | Papa Innocenci III | Arxipreste de la Basílica de Santa Maria Major; legat papal a Alemanya                                                                   |
| Bertrannus                  | Diaca de S. Giorgio in Velabro               | 19 maig 1212     | Papa Innocenci III | |
| Rainiero Capocci, O.Cist.   | Diaca de S. Maria in Cosmedin                | 5 març 1216      | Papa Innocenci III | Legat papal a Llombardia |

## Elecció d'Honori III
Els cardenals es van reunir a Perusa dos dies després de la mort d'Innocenci III. El fet que deliberessin tancats i sense contacte amb l'exterior fa que el Vaticà consideri que aquesta elecció va ser el primer conclave, tot i que no se sap si ho van fer així de manera voluntària o sota pressió de les autoritats locals. Van decidir elegir el nou papa amb el mètode del compromissum, és a dir, no per tot el col·legi cardenalici, sinó per un comitè format per alguns d'ells, i amb suport de la resta per nomenar el nou papa. En aquesta ocasió el comitè només estava integrat per dos cardenals-bisbes: Ugolino d'Ostia i Guido de Palestina. El mateix dia, van elegir el cardenal Cencio, anomenat Camerario, que tenia 68 anys, va acceptar l'elecció i va prendre el nom d'Honori III.